# Église Saint-Saturnin de Montesquieu-des-Albères
Pour les articles homonymes, voir Église Saint-Saturnin.
L'église Saint-Saturnin de Montesquieu-des-Albères est l'église paroissiale de Montesquieu-des-Albères dans le département des Pyrénées-Orientales. L'église se situe à la périphérie du village historique, en contrebas de l'ancien château de Montesquieu.

## Histoire de l'église
L'église a été consacrée le 10 juin 1123 par l'évêque d'Elne. Bien que l'édifice ait subi quelques remaniements et ajouts au fil des siècles, il est à peu près identique à son aspect d'origine.

## Description de l'édifice
Il s'agit d'une église à nef unique, orientée vers l'est. Elle est fermée par une abside en cul-de-four qui présente, extérieurement, des arcatures lombardes. La voûte est en berceau en plein cintre. La majorité de l'édifice date des XIe et XIIe siècles, mais les chapelles du transept, datent du XIVe siècle et sont gothiques. L'édifice est surmonté d'un clocher-tour datant du XIIIe siècle, construit sur la base d'un ancien clocher-mur datant du XIe siècle. Le portail principal, en plein-cintre, situé du côté ouest, est réalisé en marbre blanc de Céret ; la porte est ornée de volutes en fer forgé datant de l'époque romane.

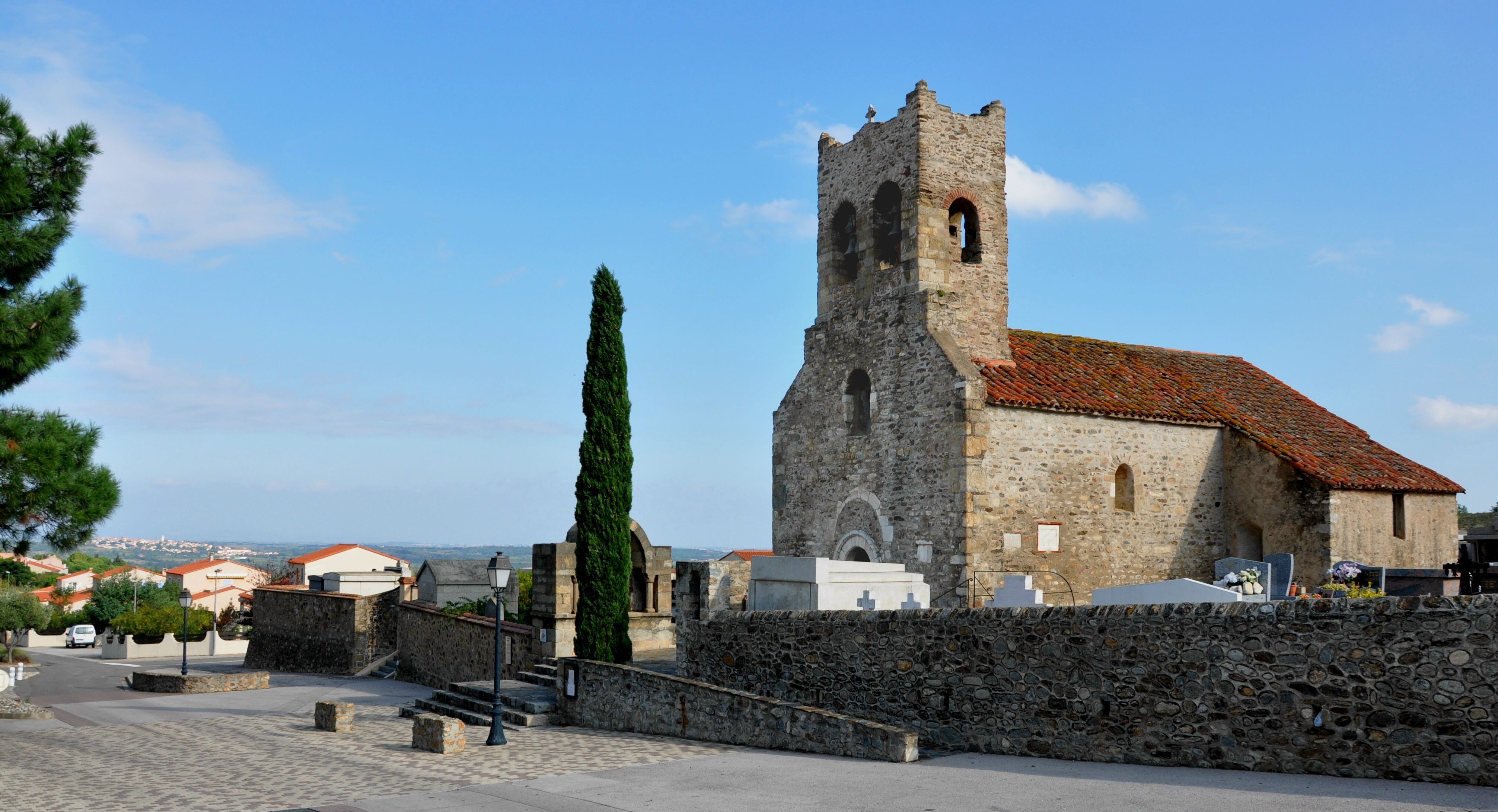
Banyuls-dels-Aspres au fond.
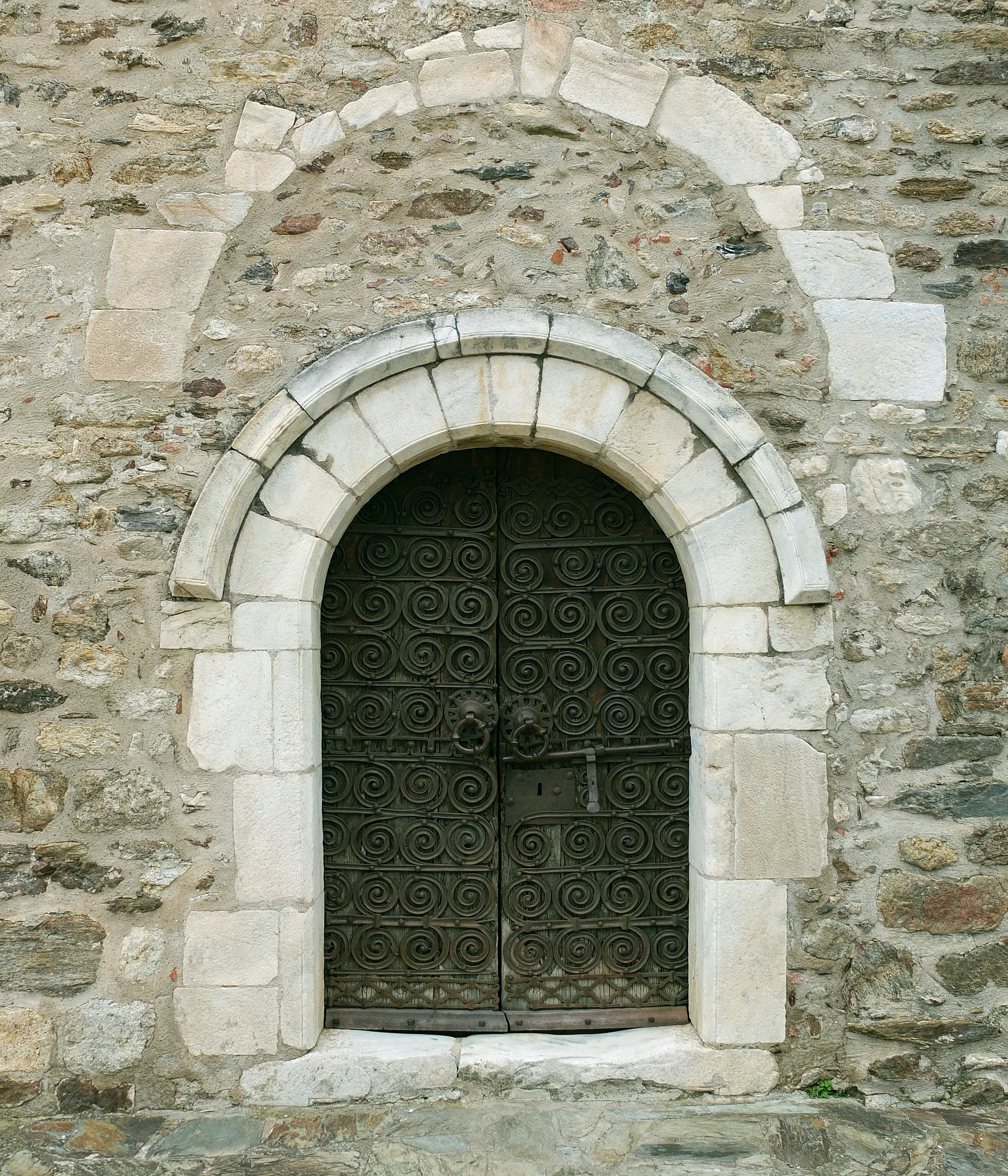
Portail.
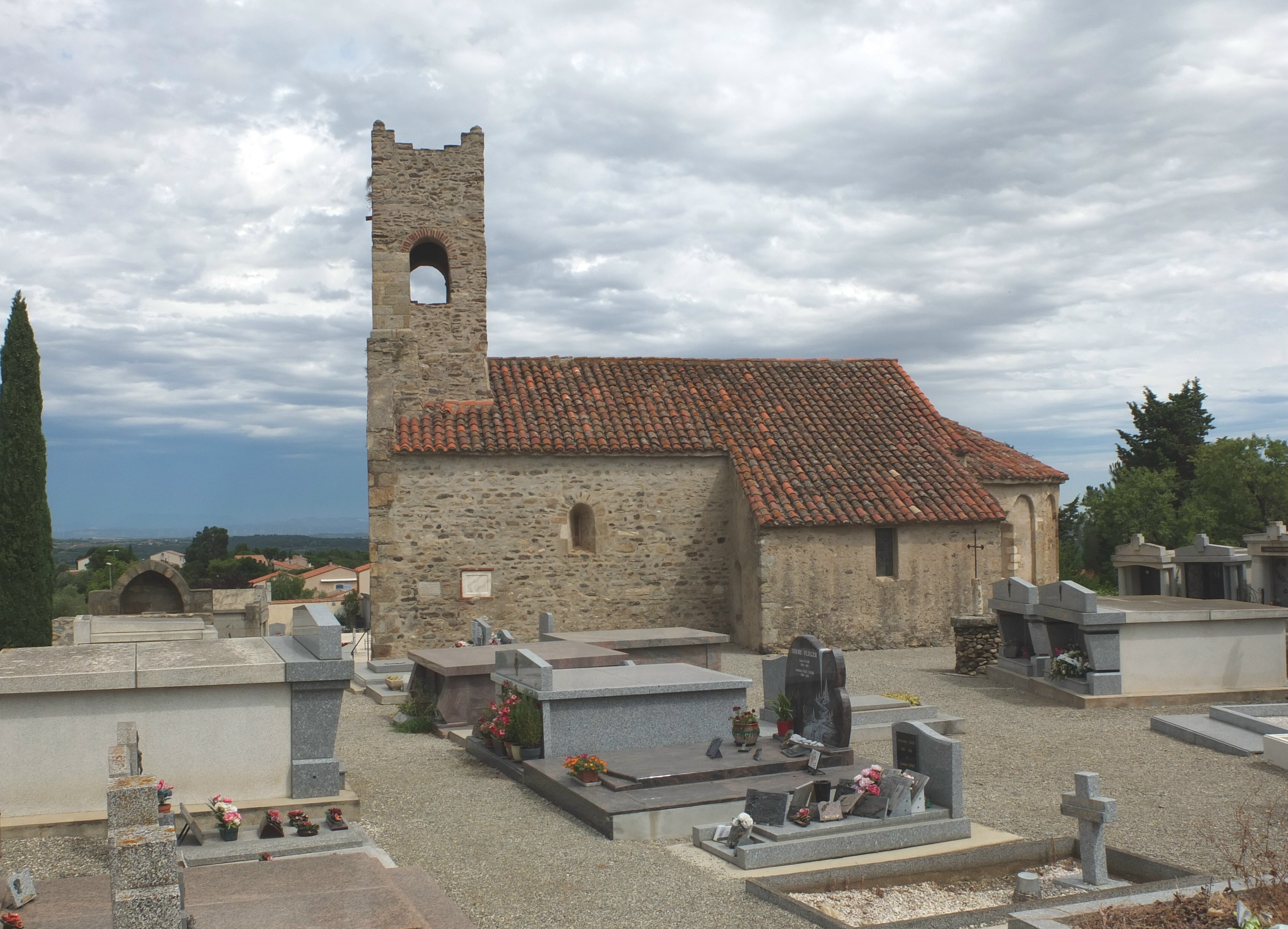
Vue sud.
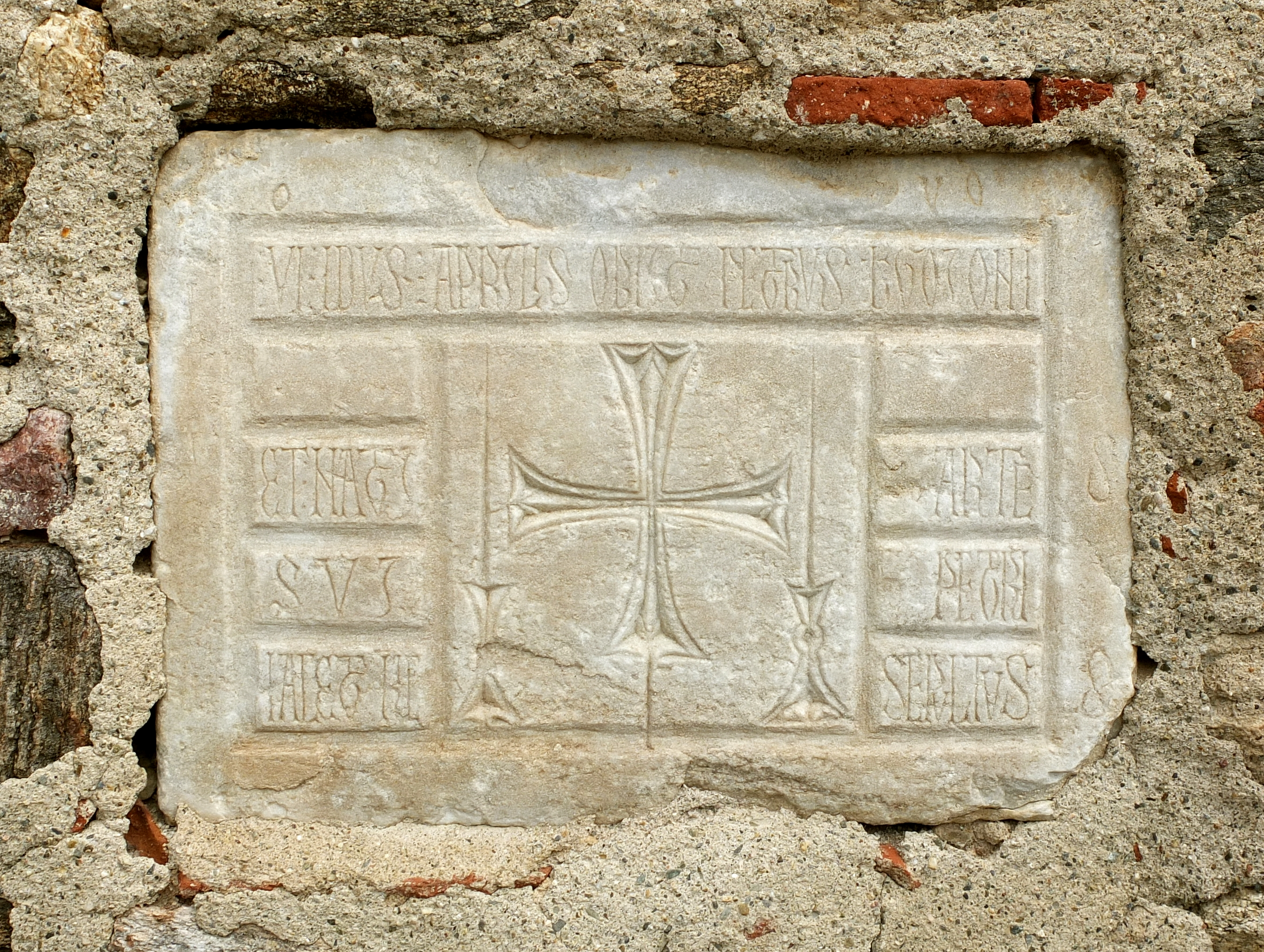
Plaque funéraire de Pierre Bergoïoni (XIIIe siècle).
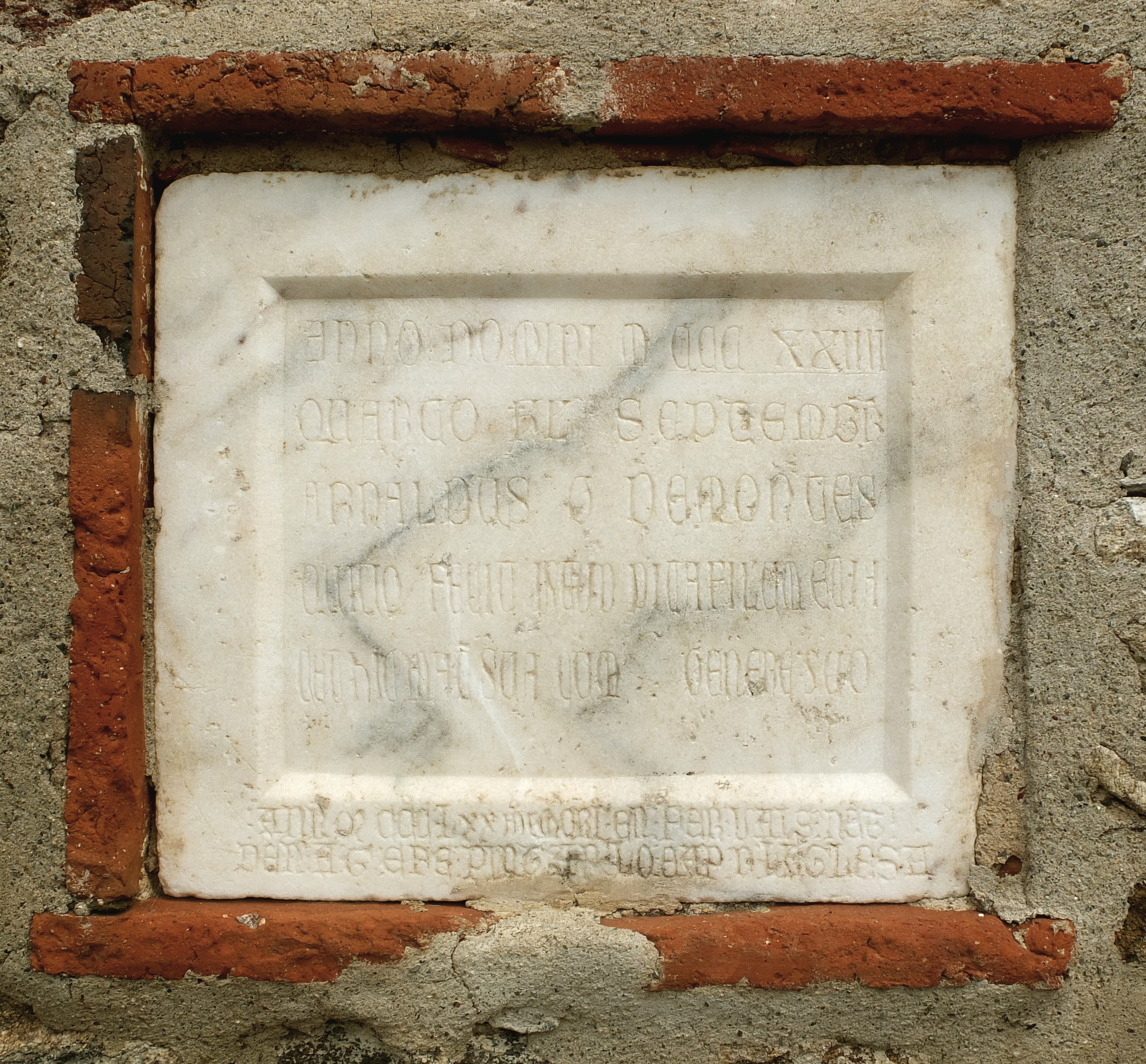
Plaque funéraire de Arnaud Guillaume de Montesquieu (1324-1374) et sa mère (+ 1324).
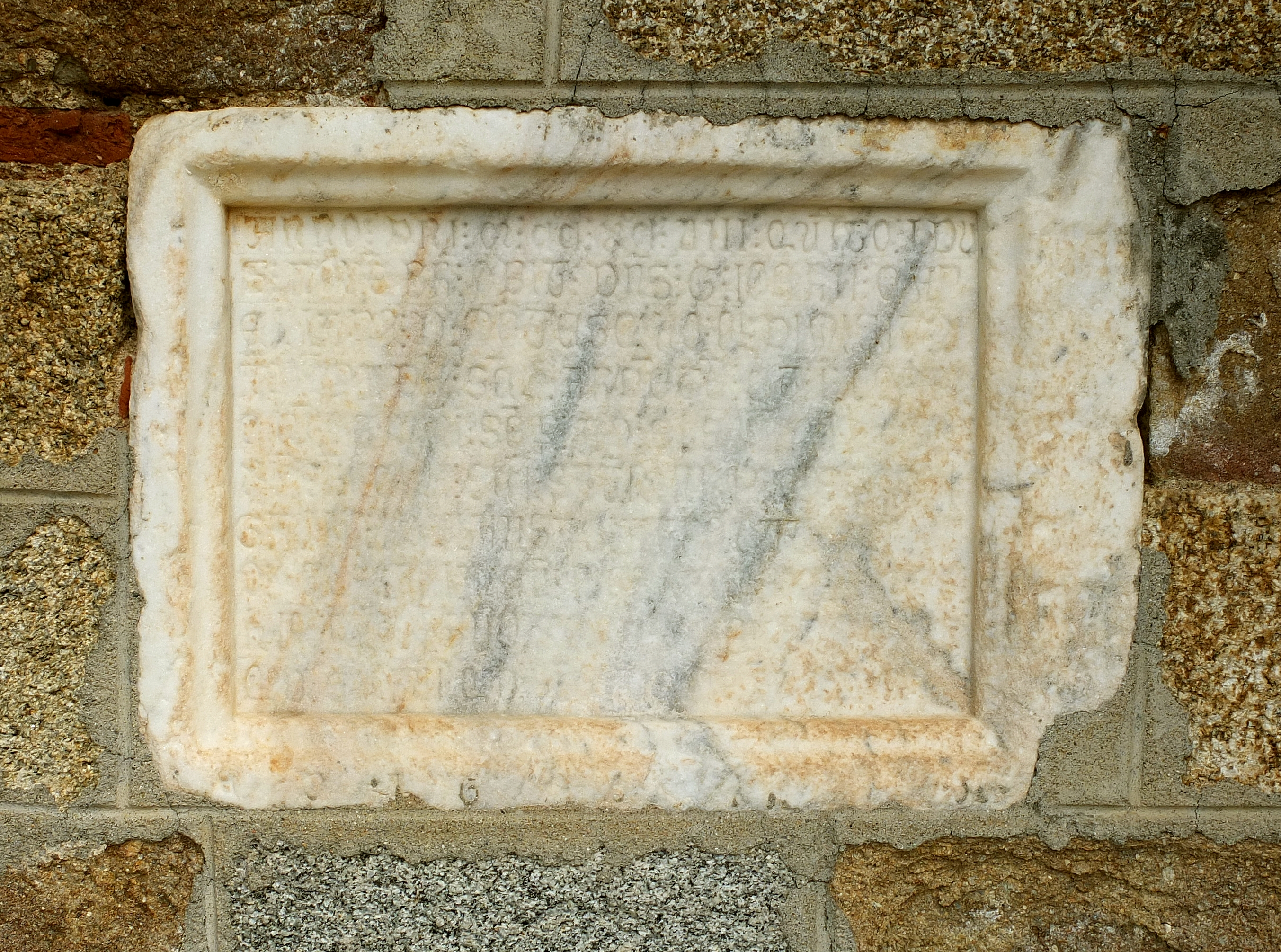
Plaque funéraire de Guillaume Joer (+ 1298).
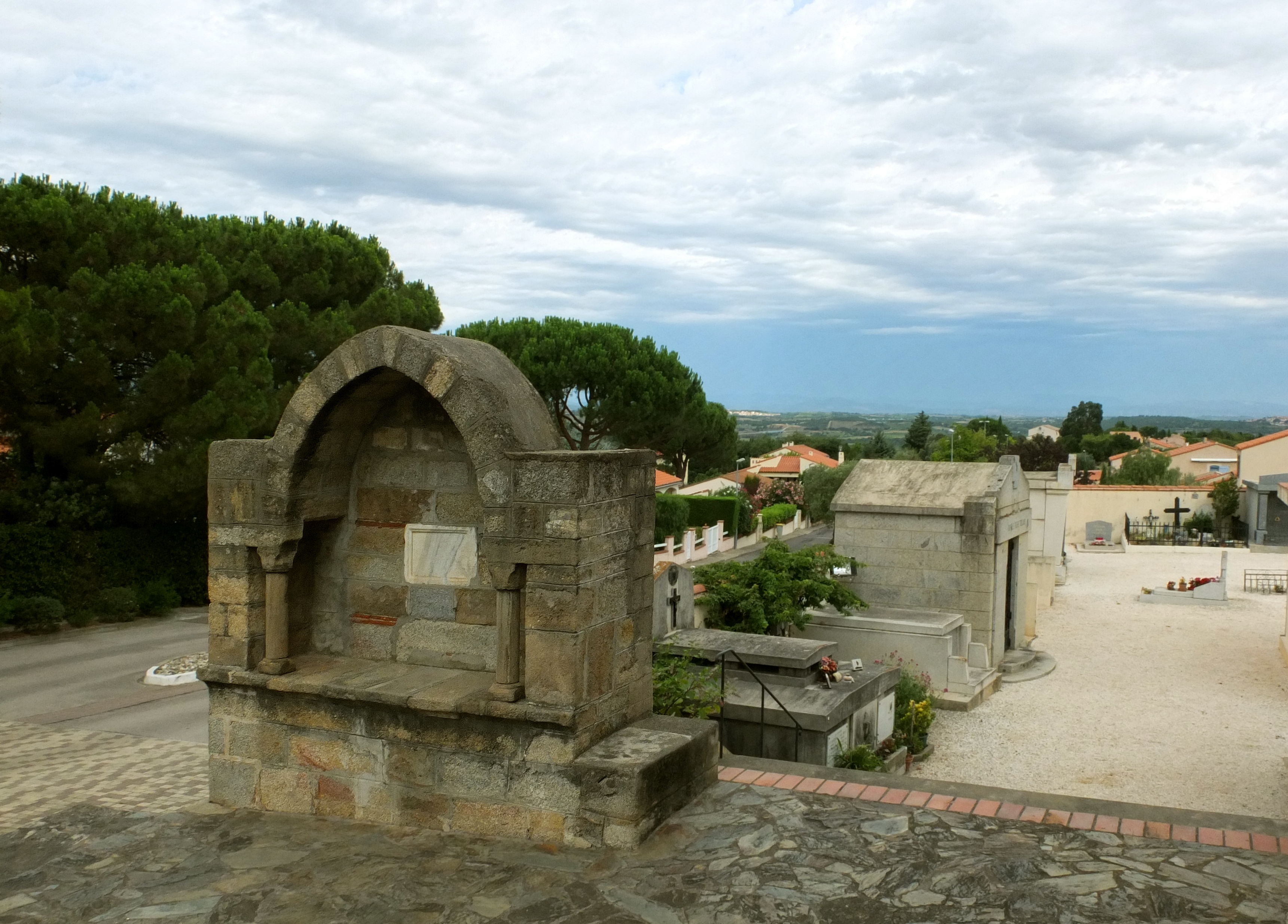
Monument funéraire de Guillaume Joer (+ 1298).